# Adesmus ventralis
Adesmus ventralis är en skalbaggsart som först beskrevs av Charles Joseph Gahan 1894.  Adesmus ventralis ingår i släktet Adesmus och familjen långhorningar.
Artens utbredningsområde är Costa Rica. Inga underarter finns listade i Catalogue of Life.